# Co van Tijen
Jacobus (Co) Elisa van Tijen (Wormerveer, 14 januari 1897 – Zandvoort, 27 december 1958) was een Nederlandse luchtvaartpionier. Hij was de eerste die een solovlucht maakte van Nederland naar het toenmalige Nederlands-Indië. Tevens wordt hij vaak, ten onrechte, gezien als de eerste die een geslaagde zweefvlucht boven Nederland maakte.

## Levensloop
Van Tijen werd als vierde zoon geboren uit het huwelijk tussen Willem van Tijen (1860-1901) en Wilhelmina Maria Laan (1865-1917). De derde zoon was Willem van Tijen (1894-1974).
Hij werd in 1930 manager van de exportafdeling van Van Houten's Cacaofabrieken te Weesp. Op 22 maart 1930 haalde hij zijn vliegbrevet A aan de NLS te Amsterdam. Ongeveer twee weken later volbracht hij een zweefvlucht met een Pander Zögling, het begin van de zweefvliegerij in Nederland. Op 15 oktober 1930 maakte hij de eerste solovlucht naar Nederlands-Indië.
Van Tijen was van ca. 1935 tot 1941 (onder)directeur van Fokker. vervolgens werd hij ontslagen door het Duitse bewind omdat het niet wenste samen te werken met de Duitse bezetter. Hij ging in het verzet, werd opgepakt en belandde in kamp Buchenwald waar hij uiteindelijk levend vandaan kwam. Na de Tweede Wereldoorlog werd hij nogmaals aangesteld als directeur van Fokker.

### De 'eerste' zweefvlucht

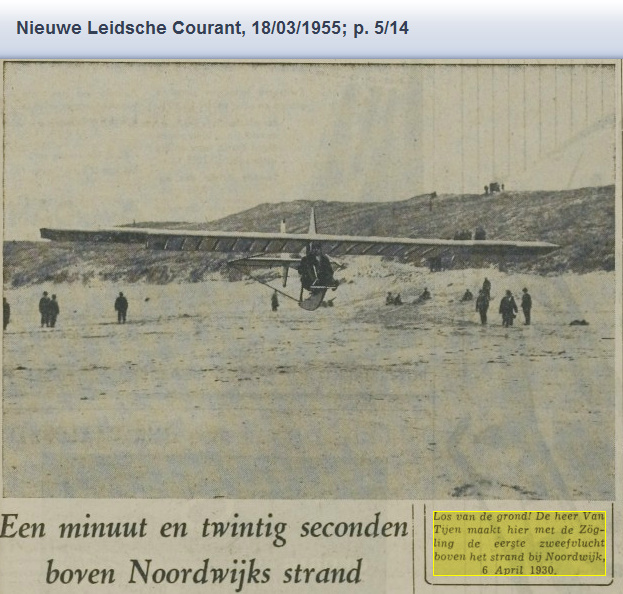

Op 15 december 1929 bracht de Duitser Alexander Lippisch, zweefvlieger en lid van het Rhön-Rositten Gesellschaft op verzoek van het KNVvL een bezoek aan de Nederlandse duinen. Na zijn positieve advies omtrent de mogelijkheid van zweefvliegerij in Nederland, begon constructeur Theo Slot van Pander op eigen houtje een zweefvliegtuig te bouwen gebaseerd op de Stamer & Lippisch Zögling. In eerste instantie zou Henk van der Maas - de eerste Nederlander met een in Duitsland behaald zweefvliegbrevet - de eerste vlucht met de Zögling uitvoeren. Van der Maas was echter ziek, en Slot benaderde toen Co van Tijen. Van Tijen kreeg wat tips van Henk van der Maas en steeg op 6 april 1930 op vanaf de Duindamse Slag bij Noordwijk, onder toezien van ir. Wim von Hemert (en zijn vrouw), Theo Slot en ir. Albert Gillis von Baumhauer (Rijksstudiedienst voor Luchtvaart). Een monument in de duinen herinnert aan dit moment. Het was echter niet de eerste zweefvlucht boven Nederland met een toestel van Nederlands fabricaat - die eer komt toe aan lt. Willem-Hendrik Schukking op 28 juli 1908 nabij legerplaats Zeist - maar wel de vlucht die de zweefvliegerij in Nederland inluidde.

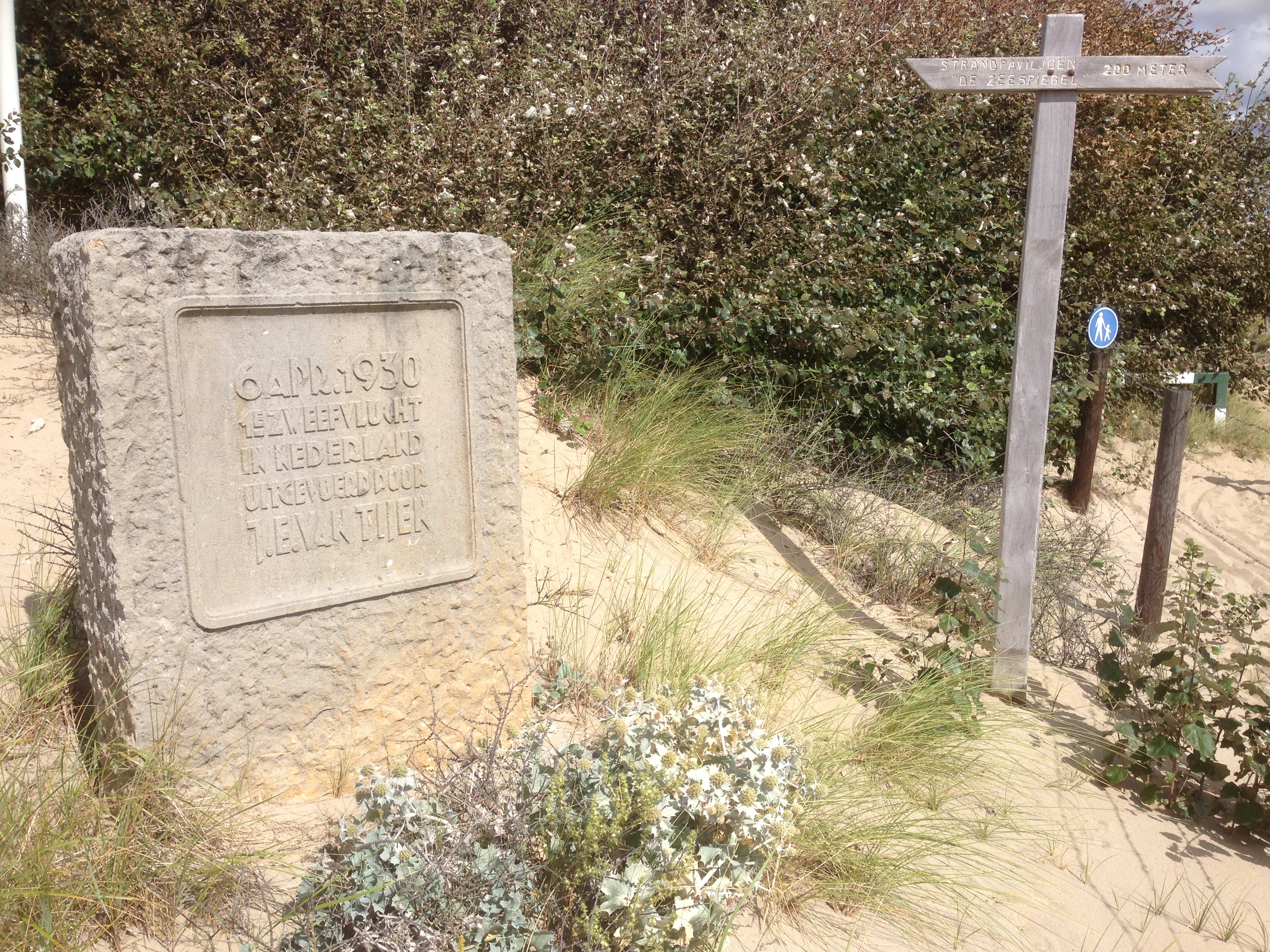

Foto: Monument Duindamse Slag (foto Jos van Vliet), dit monument werd in 1955 onthuld.
https://youtu.be/QgeGBRqqpyQ

### De vlucht naar Nederlands-Indië
Nadat van Tijen zijn brevet had gehaald moest hij van zijn werkgever naar Nederlands-Indië vertrekken voor besprekingen. Van Tijen zag dit als een manier om zijn werk en hobby te combineren en stelde voor om alleen naar Bandoeng te vliegen. Onderweg zou hij dan op verschillende plaatsen eveneens besprekingen voeren. Co van Tijen besloot zijn vlucht te volbrengen in een door Theo Slot aangepaste Pander EG-100. Deze aanpassingen bestonden uit een dichtgemaakte voorste zitplaats ten behoeve van een extra brandstoftank, een andere stoel en andere motor. Het vliegtuig werd vernoemd naar het fabrieksmerk van Van Houten, "Adelaar". Op 15 oktober vertrok hij. In Rangoon moest hij een carburateur vervangen. Op 21 november bereikte hij Nederlands-Indië toen hij landde in Medan. Van Medan vertrok hij naar Pakan Baroe en Palembang.
Tussen Palembang en Batavia kreeg hij motorproblemen en zette hij het vliegtuig neer op het voormalige vliegveld Tadjonk Karang. Daar bracht lt. Groenewegen hem een vervangend onderdeel en begeleidde hij Co naar Batavia. Van Batavia naar Bandoeng werd van Tijen begeleid door zeven vliegtuigen van het leger en bereikte zij vliegveld Andir op 28 november 1930. Terug ging het per schip tot Keulen, vanwaar hij samen met Pander-medewerker W. van der Graft in "De Adelaar" naar Nederland vloog waar hij werd onthaald door het bestuur van de KNVvL en Henk Pander. Van Tijen zou "De Adelaar" nog ongeveer twee jaar vliegen. Op kerstdag 1932 maakte een vriend van Co van Tijen met de "De Adelaar" een noodlanding boven Dinteloord. Het toestel was zo beschadigd bij de landing dat het enkele maanden later moest worden afgeschreven.